# The visitors (ópera)
The visitors es una ópera en tres actos con un libreto de Chester Kallman puesto en metro músico por Carlos Chávez

## Acción
La acción de la ópera tiene lugar en el siglo XIV en Italia durante la época de las grandes pestes.

### Prólogo
El corifeo invoca tiempos pasados y describe cómo la civilización pasó de Oriente a Occidente. Escondida en las naves también la rata llegó a Occidente. A ella se deben las epidemias de peste. El corifeo explica al coro que mostrará a cuatro individuos en la Toscana que han logrado escapar de la peste encerrándose en una casa.

### Primer Acto
Acción del primer acto
Cuatro individuos han logrado escapar del contagio de la peste encerrándose en una mansión. Para distraerse ensayan y representan obras de teatro. Al iniciarse el primer acto, Pánfilo ensaya su monólogo en el papel de Cupido, pero interrumpe su estudio para lamentar su incapacidad de declarar sus sentimientos a Lauretta, tan sólo superada cuando ambos actúan y el repite sus parlamentos. Entra Lauretta y Pánfilo intenta declararle sus sentimientos. Lauretta lo interrumpe, le dice que tales palabras son propias de los personajes que representarán más tarde, y, finalmente, afirma su incapacidad de amar. Elissa los sorprende y se inflama de celos por ver que su amor ya no es correspondido por Pánfilo. La conversación es interrumpida por los cantos funerarios entonados en la calle y que llegan hasta el recóndito lugar en el que se han encerrado los personajes. Dioneo anuncia que comenzarán la representación. Él, también autor de la obra, representa el prólogo y explica a un público imaginario que se representará el mito griego de Cupido y Psique, cuyos amores provocaron la ira de Venus. Lauretta asume el papel de Psique, Pánfilo el de Cupido y Belissa el de Venus. La acción se inicia al momento en que Psique descubre la identidad de su marido rompiendo la promesa de discreción hecha. Cupido huye de su presencia y Venus le recrimina sus sentimientos. Simultáneamente se escuchan los cantos luctuosos entonados en la calle. Cupido y Psique se abrazan de modo tal que se descubre que ambos han traicionado a los personaje que representa. Su abrazo no es parte de la representación sino expresión de sus verdaderos sentimientos. Venus se interpone entre los amantes. También aquí se descubre que Belissa se olvida de su papel y actúa movida por sus propios celos. Todos se dan cuenta de que sus respectivas actitudes han delatado sus verdaderas emociones y requeridos por Dioneo, intentan continuar con la representación. En ese momento se escuchan golpes de aldaba contra los portones de la casona que los protege contra la epidemia en la ciudad. La sorpresa y la inseguridad paralizan a los cuatro personajes. El primer acto termina con la repetición de los pesados golpes de aldaba.

### Segundo Acto
Acción del segundo acto
El segundo acto se inicia justo en el momento en que terminó el primer acto cuando los personajes fueron sorprendidos por los golpes de aldaba en el portón. Tras una breve discusión sobre la conveniencia de dejar entrar a un extraño, abren el portón y permiten que entre un monje. Este propone al grupo la representación de un drama bíblico. Los otros personajes se burlan de él. El monje representa un monólogo en el que habla Lázaro sobre la muerte y la vida. Al terminar su monólogo les propone actuar todos juntos el auto de María Magdalena. El papel principal lo hará Lauretta, Pánfilo actuará el de un centurión, Dioneo el de un saduceo, Elissa el de una alcahueta de Jerusalén y él, el monje, interpretará el papel de Lujuria. Todos aceptan y representan la obra. La acción tiene lugar en una taberna a la cual llega el centurión y el saduceo. Al ver a María Magdalena, el centurión ofrece todo el dinero que tiene por su amor. María Magdalena es vendida al centurión y ambos cantan un dueto de amor antes de desaparecer tras un telón. El monje recita, a manera de prólogo de una nueva obra a representar, el fragmento del Génesis correspondiente a la creación de Adán y Lilith. Ésta, por no poseer un alma, es rechazada por Adán. Entonces Dios creó a Eva. En la nueva obra de teatro a representarse, Pánfilo realiza el papel de Adán, Lauretta el de Eva, Elissa el de Lilith y Dioneo hace el papel de Satán. En la obra, Lilith languidece de amor por Adán. Satán le revela que si come un fruto del árbol del Bien y del Mal, y convence a Adán de comer la otra mitad, este se le rendirá de amor. Lilith rechaza la proposición de transgredir el mandato divino que le prohíbe tal acto, pero Eva come de la manzana y se la da a Adán. Este, por amor, come de la manzana. Entretanto el monje ha abierto el portón y un grupo de gente de toda clase y catadura entra. El monje les dice a los intrusos que la salvación está dentro de ese recinto y amonesta a los cuatro personajes principales por su orgullo de recluirse intentando no compartir el paraíso de la salvación que representa aquel recinto vedado a la epidemia del cual han sido ahora expulsados. El monje cae muerto por efecto de la peste. Lauretta se da cuenta de que fueron traicionados por el monje y exhorta a Pánfilo a tomar su espada y expulsar al demonio invisible. Los cuatro personajes se culpan mutuamente de los sucesos mientras el grupo de gente extraña pide que caigan las estrellas al momento en que se abra la tierra para que los muertos salgan y azoten a la humanidad.

### Tercer Acto
Acción del tercer acto
El último acto de la ópera sucede dos meses después en el mismo lugar. El patio está llena de gente tirada en el piso. Algunos están muertos y otros enfermos. Un médico -el corifeo- los atiende. Dioneo, que dormía recostado sobre una mesa, despierta y le cuenta al médico una pesadilla que ha tenido. Dioneo le pregunta por el estado de Lauretta y el médico le dice que, a pesar de haberse contagiado logrará sobrevivir. Entra Belissa conduciendo a Lauretta, que se recupera lentamente de la enfermedad. Lauretta pregunta por Pánfilo, quien ha partido a la ciudad. El médico le explica a Lauretta que ha logrado sobrevivir la enfermedad y que él sospecha que tal suceso es consecuencia del amor. El médico le indica que está en cinta y ella se desespera al darse cuenta de que los sucesos pasados no fueron representaciones teatrales. Inesperadamente regresa Pánfilo que narra los horrores vistos en la ciudad y les reprocha vivir en esa casa sin tener conocimiento de la muerte. Dioneo y Elissa le explican que Lauretta enfermó, pero que ha logrado recuperarse. Lauretta los interrumpe diciéndoles que debe terminar de interpretar su papel. Ella le confiesa a Pánfilo, que por el sufrimiento y la visión de la muerte ha reconocido el amor que siente por él. Elissa se enfurece que Pánfilo acepte el amor de una mujer que jugó con él mientras ella siempre fue constante en sus sentimientos. Dioneo la exhorata a perdonar y a buscar la vida afuera de esa casa. Elissa se da cuenta de que Dioneo arde en fiebre y está a punto de morir. Pánfilo y Lauretta regresan al escenario. Ella le ha contado de los sentimientos de Elissa y él le pide que los perdone. Elissa concede su perdón. El médico les pide que representen una obra para los otros enfermos. Dioneo asume el papel del Prólogo que narra la historia de Cupido y Psique interrumpida en el primer acto, mientras los personajes representan los hechos e intervienen en su relato. El Prólogo explica que Venus mandó a Psique al reino de la muerte a buscar la fuente de Perséfone para lograr su parcial redención del amor. Ahí debe buscar un cofre y llevárselo a Venus sin abrirlo. Pero la curiosidad impulsa a Psique a desobeder encontrando en el cofre terror, delirio y sueño. Cupido, recuperado, se precipita a ayudarla, pero ella no despierte. Cupido invoca la ayuda y el perdón de Venus. La diosa concede su perdón y le ordena besarla en los ojos para que ella despierte renovada del olvido. Cupido cumple la orden y le ofrece a Psique un fruto del árbol de la inmortalidad. La representación termina con una canto de triunfo de los amantes.

## Datos históricos

### Creación
La obra fue estrenada en Nueva York con el libreto en el original idioma inglés. En esa ocasión se presentó la ópera con el título Pánfilo and Lauretta. Esa misma versión se presentó luego en México, pero con el título El amor propiciado. A partir de ese momento, Carlos Chávez comenzó a revisar la partitura y preparó una segunda versión con base en una traducción poco afortunada del libreto al castellano. Esa versión se presentó en el Palacio de las Bellas Artes con el mismo título El amor propiciado con el que se había estrenado la primera versión en México. Esta segunda versión se volvió a presentar en México, pero con el título en castellano Los visitantes. Tal segunda versión tampoco convenció al autor, que trabajó otra versión, pero que ya no pudo estrenar. Esta última y definitiva versión se estrenó el 2 de octubre de 1999. En ella se regresa al libreto original en inglés y se titula la obra The visitors, título definitivo con el que se conoce hoy la ópera.

### Reparto del estreno
| Papel                              | Tesitura     | Estreno mundial de la primera versión en Nueva York en 1957. Se presentó con el título: Pánfilo and Lauretta Dirigida por Howard Shannet | Estreno de la primera versión en México en el Palacio de las Bellas Artes (28 de octubre de 1959) Se presentó con el título: El amor propiciado Dirigida por el compositor. | Estreno de la segunda versión, en español en el Palacio de las Bellas Artes Se presentó con el título: El amor propiciado. Dirigida por el compositor. | Estreno de la versión definitiva 2 de octubre de 1999. Se cantó con el libreto original en inglés y se presentó con el título: The visitors. Dirigida por José Areán |  |
| ---------------------------------- | ------------ | --- | --- | --- | --- |  |
| Lauretta / Psyche / Magdalen / Eve | soprano      | Sylvia Stahlman | Sarah Fleming | Maritza Alemán | Lourdes Ambriz |  |
| Pánfilo / Cupid / Centurion / Adam | tenor        | Frank Poretta | Jon Craig | Eduardo Angulo | Randolph Locke |  |
| Elisa / Venus / Procuress / Lilith | mezzosoprano | Mary McMurray | Elaine Bonazzi | Dora de la Peña | Encarnación Vázquez |  |
| Dioneo / Saducee / Satán           | barítono     | Thomas Stewart | Herve Presnell | Roberto Bañuelas | Jesús Suaste |  |
| El monje / Lujuria / Doctor        | bajo         | Craig Timberlake | Craig Timberlake | Salvador Palafox | Marc Embree |  |

### Recepción
Desde el estreno de la primera versión de la ópera, la crítica especializada ha coincidido en calificar la obra como una de las más importantes óperas latinoamericanas de la segunda mitad del siglo XX, colocándola a la par de óperas como Yerma de Heitor Villa-Lobos, La muerte de don Rodrigo de Gustavo Becerra Schmidt o las óperas Don Rodrigo , Bomarzo y Beatrix Cenci de Alberto Ginastera. El estreno de la última versión y su difusión por medio de una grabación ha canonizado definitivamente la obra como parte fundamental de la cultura latinoamericana del siglo XX.

## Literatura complementaria
- Diccionario de la música española e hispanoamericana (DMEH), obra auspiciada por la Sociedad General de Autores y Editores (SGAE) y por el Instituto Nacional de las Artes Escénicas y de la Música (INAEM) del Ministerio de Educación, Cultura y Deporte de España.
- Gabriel Pareyón: Diccionario de Música en México. México: Secretaría de Cultura de Jalisco 1995.
- Octavio Sosa: Diccionario de la ópera mexicana. México: Consejo Nacional para la Cultura y las Artes 2003.

## Grabaciones
- The Visitors.

- Edición conmemorativa del centenario 1899-1999.

| Rol                                           | Cantante                          |
| --------------------------------------------- | --------------------------------- |
| Lauretta, Psyche, Magdalen, Eve               | Lourdes Ambriz, soprano           |
| Elissa, Venus, Procuress, Lilith              | Encarnación Vázquez, mezzosoprano |
| Panfil, Cupid, Centurion Adam                 | Randolph Locke, tenor             |
| Dioneo, Sadducee, Satan                       | Jesús Suaste, barítono            |
| Monk, Luxury, Physician, Leader of the Chorus | Marc Embree, bajo                 |
| Orquesta y Coro del teatro de Bellas Artes.   |                                   |
| Luis Fernando Luna, director coral.           |                                   |
| José Areán, director concertador              |                                   |
| Número de catálogo: RV3 743217834722          |                                   |